# Sucesos del Hospital Filtro
Los sucesos del Hospital Filtro fueron disturbios y enfrentamientos con la policía ocurridos en la noche del 24 de agosto de 1994 en las inmediaciones del barrio Jacinto Vera de Montevideo (Uruguay),  provocados por la inminente extradición de tres ciudadanos vascos, acusados de pertenecer a la organización terrorista Euskadi Ta Askatasuna (ETA).
La manifestación, convocada por dirigentes del Frente Amplio, otros grupos de izquierda y de la central sindical PIT-CNT, exigía el otorgamiento de asilo político en Uruguay a Jesús María Goitia, Mikel Ibáñez Oteiza y Luis Lizarride, tres vascos cuya extradición a España, como supuestos integrantes de ETA, había sido autorizada por la Suprema Corte de Justicia. La concentración, realizada frente al Hospital Filtro, ubicado a poca distancia del Edificio Libertad —por entonces, sede del Gobierno—, se tornó en disturbios cuando los manifestantes intentaron evitar que las fuerzas de seguridad trasladaran los tres acusados desde el centro hospitalario donde recibían atención médica, hasta el Aeropuerto Internacional de Carrasco para ser enviados a Madrid.
Como consecuencia de las refriegas entre las fuerzas de seguridad y los manifestantes —entre los cuales se incluían individuos armados por el Movimiento de Liberación Nacional-Tupamaros, de acuerdo a numerosas fuentes— se produjo un fallecimiento y centenar de heridos. Se le ha considerado como el incidente de violencia callejera y enfrentamiento con la policía más grave desde la transición democrática en 1985. Sectores de la izquierda política le han denominado «masacre del hospital Filtro».

## Antecedentes

### Investigación policial y arresto
En 1992, por disposición del entonces ministro del Interior, Juan Andrés Ramírez se comenzó la investigación sobre un grupo de ciudadanos españoles de origen vasco radicados en Uruguay desde la década de 1980, sospechosos de pertenecer al grupo terrorista Euskadi Ta Askatasuna, operando desde los restaurantes de comida vasca "Boga Boga" y "La Trainera", ubicados en el barrio montevideano de Pocitos. En mayo de ese año, la Policía Nacional llevó a cabo la «Operación Dulce», liderada por el inspector Saúl Clavería, en la que fueron arrestradas 30 personas —incluyendo trece vascos con documentación falsa—, en lo que consistió en el mayor golpe asestado a la organización fuera de España o Francia.
De los trece ciudadanos vascos detenidos, España solicitó la extradición de diez, sin embargo, la Justicia uruguaya autorizó únicamente la de tres de ellos: Mikel Ibáñez, Luis María Lizarralde y Jesús Manuel Goitia, acusados de homicidio y colocación de explosivos. Permanecieron detenidos en la Cárcel Central de Montevideo a la espera del final de la extradición. En octubre de 1993 realizaron una huelga de hambre, ante la expectativa de que fueran puestos en libertad mediante la concesión de asilo político. 

### Actitud de grupos de la izquierda política
Al producirse las detenciones, diferentes sindicatos y grupos de izquierdas mostraron su apoyo los ciudadanos vascos, incluyendo al Movimiento de Liberación Nacional-Tupamaros (MLN-T). La Junta Departamental de Montevideo, órgano en el que la coalición izquierdista Frente Amplio poseía mayoría absoluta, aprobó una declaración favorable a "adoptar una decisión humanitaria (...) que haga honor a la tradición de Uruguay, tierra de asilo".
Ante los reclamos, el entonces presidente Luis Alberto Lacalle manifestó que: 

"Si la justicia dispone la extradición, tienen que irse. Este es un tema del Poder Judicial y nosotros simplemente los tenemos a su orden".

El mandatario hizo precisión en que "el asilo político no cabe cuando se cumple la extradición" que habilitan los tribunales uruguayos como resultado de delitos cometidos en España por presuntos integrantes de ETA.

### Traslado al Hospital Filtro
El 11 de agosto de 1994, los tres detenidos iniciaron una segunda huelga de hambre en modo de protesta. Puesto que el proceso de extradición no podía concretarse mientras existiera un juicio pendiente en Uruguay, el 19 de agosto fueron absueltos de la causa de falsificación de documentos; ante esto iniciaron una huelga seca, razón por la cual fueron trasladados al Hospital Filtro, ubicado en el barrio Jacinto Vera, donde fueron internados para recibir seguimiento médico.
El sábado 20 de agosto, comenzaron a reunirse manifestantes en las afueras del centro hospitalario para reclamar el otorgamiento de asilo político. Al día siguiente, la Mesa Política del Frente Amplio decidió expresar su apoyo a los presuntos integrantes de ETA, convocando a sindicatos, gremios y organizaciones sociales a participar en una marcha bajo la consigna "En defensa de la vida y el derecho de asilo". Esta movilización, realizada el lunes 22, tuvo como recorrido el trayecto por Bulevar Artigas, desde el Obelisco a los Constituyentes de 1830, hasta las inmediaciones del hospital.
El Ministerio del Interior, a cargo de Ángel María Gianola, comenzó a preparar la extradición ya dispuesta por la Justicia. Gianola declaró:

"En función del sobreseimiento resuelto en los últimos días, los ciudadanos vascos están en condición de ser extraditados (...) Naturalmente, las circunstancias actuales y las condiciones de salud de los detenidos pueden posponer por unos días el tema, pero hemos cumplido con todas las normas de derecho vigentes, por lo tanto no tienen viabilidad las peticiones realizadas. La Justicia se ha pronunciado y al Poder Ejecutivo le corresponde ejecutar la resolución. No corresponde el asilo político, corresponde que se cumpla la legislación vigente hay una sentencia de extradición y el Poder Ejecutivo lo único que puede hacer es cumplir con dicha sentencia".

## Los sucesos
Para el 24 de agosto de 1994, fecha prevista para la extradición, grupos de izquierda radical convocaron a una manifestación en las inmediaciones del Hospital Filtro. El llamado a los manifestantes fue realizado a través de las estaciones de radio CX 44 Radio Panamericana —dirigida por el grupo guerrillero MLN-Tupamaros—, y CX 36 Radio Centenario —dirigida por el Movimiento 26 de Marzo—. Dirigentes tupamaros como José Mujica y Jorge Zabalza participaron de las transmisiones radiales.
Los funcionarios de la custodia presidencial instalados en el Edificio Libertad, entonces sede del Poder Ejecutivo, ubicado a unos trescientos metros del centro hospitalario, constataron que terceras personas habían interferido la frecuencia policial, puesto que varios manifestantes se coordinaban mediante walkie-talkies, dirigiendo sus avances y retrocesos. A las 20:00, los disturbios comenzaron en la intersección de la Avenida Luis Alberto de Herrera y el Bulevar Artigas, la cual vio desbordada por manifestantes que corrían en diversas direcciones. A su vez, cámaras y reporteros de las principales cadenas de televisión, que estaban presente en el lugar para cubrir el traslado de los vascos hacia el aeropuerto, registraron la acción de la Guardia de Coraceros buscando dispersar a los manifestantes, así como las refriegas de todo tipo.
Esteban Massa, un enfermero que intentó socorrer a una de las víctimas, recibió cuatro disparos por la espalda. A las 20 horas Fernando Morroni, un joven de 24 años, murió al ser alcanzado por tres disparos. Carlos Alejandro Font, de 18 años, fue ingresado con pérdida de masa encefálica por herida de bala. A las 21 horas se apagaron las luces del alumbrado público de la zona y se cortó la telefonía durante 6 horas. 
A las 22.20 horas en tres ambulancias con una fuerte custodia de patrulleros y motos y un médico forense en cada una de ellas, los ciudadanos vascos fueron retirados del Hospital Filtro por la calle Gualeguay, con destino a la base militar aérea de Carrasco. Dentro del Filtro, algunos funcionarios despidieron a los etarras entonando estrofas del himno nacional uruguayo. A las 23.45 horas, el Boeing 707 de la Fuerza Aérea de España despegó con destino a Madrid. 
De acuerdo a cifras oficiales hubo un fallecido, más de 100 civiles heridos graves (15 de ellos de bala) e incontables heridos leves, entre ellos 44 policías.

## Consecuencias y repercusiones
El 25 de agosto fue expulsado de Uruguay el diputado vasco Jon Idígoras, por sus declaraciones hechas nombrando el caso de Bélgica, país que se oponía a la extradición. A la portavoz de los vascos, Agurtzane Delgado Iriondo, se le concedieron 6 horas para dejar el país, por incitar a la violencia. Se sancionó a las estaciones de radio CX 36 y CX 44, acusadas de "propalar información falsa e incitar a la violencia". Finalmente, a CX 44 Radio Panamericana le fue revocada la licencia de funcionamiento por violaciones a las normas sobre medios de comunicación.
El 26 de agosto marcharon durante 4 horas decenas de miles de personas acompañando silenciosamente al féretro de Fernando Morroni. Su madre declara: "no le voy echar la culpa a los vascos, esos que reprimieron son de acá, fueron los uruguayos que reprimieron de la peor manera, matando a jóvenes como a mi hijo, desapareciendo a otros, con todas las armas habidas y por haber pero en las manos de ellos". Ese día el PIT-CNT decretó una huelga general de 24 horas en repudio a la represión.
El 27 de agosto se realizaron actos de solidaridad frente a los consulados de Uruguay en Bilbao e Iruñea, dejando ramos de flores en "profundo reconocimiento a la solidaridad demostrada por el pueblo uruguayo hacia el pueblo vasco". 
El 29 de agosto la Federación Uruguaya de la Salud realizó un acto y concentración frente a la Asociación Española donde estaba internado el enfermero Esteban Massa. El 7 de setiembre se llevó a cabo una interpelación parlamentaria al ministro Gianola en la Cámara de Diputados. Gianola fue respaldado por el gobierno y la interpelación aparejó consecuencias políticas.
El 15 de setiembre, una marcha estudiantil "contra la represión y el terrorismo de estado" paralizó la avenida principal de Montevideo. 
El 2 de octubre en la ciudad de Pando se organizó un recital donde participaron los grupos musicales "La Celda" de Uruguay, "Todos Tus Muertos" de Argentina y "Negu Gorriak" de Hegoalde. El recital fue parte de la gira Hegoamerikan Tour 94 del grupo vasco. El recital se convirtió en un acto de protesta. Los vascos residentes en Uruguay subieron al escenario con camisetas con los colores de la bandera uruguaya con la inscripción "Gora Uruguay Herria" como símbolo de gratitud y solidaridad con quienes habían sufrido la represión en el Filtro. 
Mientras en Uruguay el ex-Tupamaro Eleuterio Fernández Huidobro insinuaba que la ETA podía adoptar represalias contra nuestro país y advertía que "ahora hay que bancar todas las consecuencias" y el PIT-CNT convocaba a un paro general contra la "brutal represión", la prensa española reaccionó sorprendida ante las demostraciones de solidaridad en Uruguay hacia los vascos extraditados y las atribuyeron a la falta de información sobre la organización terrorista ETA y a la prédica de los grupos radicales de izquierda. 
Diario 16 calificó de "extravagante" la reacción de "algunos líderes de la izquierda uruguaya apoyando a los refugiados vascos". El periódico El Mundo editorializó señalando que "lamentablemente muchos uruguayos han identificado a estos miembros de ETA con una idea romántica, viendo en ellos jóvenes idealistas que luchan por la libertad de un pueblo oprimido y asociándoles con el mito de la guerrilla urbana de los años 70, que todavía ejerce una cierta fascinación en Uruguay". Por su parte, ABC de Madrid calificó de "esperpento uruguayo" las demostraciones de solidaridad con los vascos y señaló a los "sangrientos tupamaros" como los principales promotores de las movilizaciones.
En tanto, otros actores de la escena política uruguaya, como el exguerrillero tupamaro Jorge Zabalza, reivindicaron los hechos. "Era la oportunidad de poner a prueba la fuerza militante que desde años atrás venían acumulando, de bautizarla con fuego en una instancia confrontativa". En el libro Cero a la izquierda del periodista Federico Leicht, Zabalza sostiene que había un ómnibus "repletos de cócteles molotov y 5 mil miguelitos, además de una banda de jóvenes radicales deseosos de entrar en acción".
Un año después de los acontecimientos del Filtro se realizó la primera marcha de recuerdo y repudio, la cual se continúa haciendo hasta hoy en día. Esta marcha fue convocada por la Asamblea Permanente de los Derechos Humanos y no participaron organizaciones como el PIT-CNT ni el Frente Amplio. No obstante, sí participaron algunos sindicatos.

## Destino de algunos de los extraditados
Mikel Ibáñez estaba acusado de colaborar en el asesinato del empresario Francisco Javier Zabaleta Azpitarte en 1985
. Una vez extraditado, fue juzgado por la Audiencia Nacional y absuelto y puesto en libertad el 9 de febrero de 1995. Volvió a Uruguay y luego se trasladó a Francia. En 2008 fue capturado en Francia y extraditado nuevamente a España. En mayo de 2009 la Sección Segunda de la Sala de lo Penal condenó a Ibáñez a 27 años de cárcel por facilitar a ETA la información que le permitió cometer el 6 de junio de 1988 el asesinato en Éibar (Guipúzcoa) de Francisco Javier Zabaleta Azpitarte, a la que la banda acusaba de ser un narcotraficante.
La sentencia consideraba "evidente la voluntad decidida de acabar con la vida de la víctima, o cuando menos una aceptación o consentimiento de que la información transmitida a un miembro de ETA iba a ser utilizada por aquella para acometer un atentado contra la vida de la persona sometida a vigilancia, con resultado letal".
Luis Lizarralde formó parte del "grupo Izarra" y del "grupo Donosti". Tras huir a Francia, viajó posteriormente a Uruguay. Tras ser extraditado, fue condenado el 26 de junio de 1995 a 32 años de cárcel por el asesinato del teniente coronel José Luis de la Parra. Posteriormente, en abril de 1996, la Audiencia Nacional le condenó a otros 42 años de cárcel por los delitos de asesinato con el agravante de alevosía y otro de frustración por el atentado en el que murió el guardia civil Luis Miranda, en Lezo. Formó parte del primer grupo de 33 etarras trasladados por Interior a finales de junio de 1996 a prisiones próximas al País Vasco. Fue trasladado a la prisión de Burgos.